# Antonio Tapia
Antonio Tapia Flores (* 13. November 1949 in Baena, Provinz Córdoba) ist ein spanischer Fußballtrainer und ehemaliger Spieler, der zahlreiche spanische Mannschaften trainiert hat.

## Spielerkarriere
Die Karriere als Fußballer von Antonio Tapia verlief wenig spektakulär und war sehr kurz. Neben dem Amateur-Verein CD Fuengirola spielte er kurz bei Atlético Malagueño, wie der FC Málaga vor seiner Umbenennung 1994 hieß.

## Trainerkarriere

### Amateur- und Co-Trainer
Nach dem Ende seiner Laufbahn als Spieler wurde er bereits mit 27 Jahren Trainer beim Amateurverein CD Mijas. Nach drei Jahren übernahm der gebürtige Andalusier seinen Ex-Club CD Fuengirola für den er bereits als Spieler aktiv war. Nach einer weiteren Station bei einem "No-Name"-Club wurde er 1994 Co-Trainer beim in die Segunda División B abgestürzten FC Málaga, für den er auch selbst spielte. Nach zwei Jahren verließ er den Verein um beim FC Cádiz ebenfalls als Co-Trainer zu arbeiten.

### Poli Ejido
Als Cheftrainer übernahm Antonio Tapia im Sommer 1997 den Tercera División - Club Polideportivo Ejido. Mit den Andalusiern stieg er gleich zweimal in Folge auf und schaffte in den Jahren 2000 und 2001 den Durchmarsch aus der vierten in die zweite spanische Liga. In der ersten Saison in der Segunda División konnte erst am letzten Spieltag im Fernduell mit Gimnàstic de Tarragona und UD Levante der Klassenerhalt gesichert werden.

### FC Málaga
Im Sommer 2002 übernahm Antonio Tapia die zweite Mannschaft des FC Málaga, welche er auf Anhieb in die Segunda División führte und in der Liga hielt. Dank dieser Leistung bekam er für die Saison 2005/2006 das Amt des Cheftrainers bei der ersten Mannschaft des FC Málaga anvertraut. Doch in der ersten Liga konnte er den beispiellosen Absturz seines Teams nicht aufhalten und wurde nach der Hinrunde entlassen (seine Mannschaft hatte 1:3 bei Espanyol verloren). Am Ende der Saison stand ein enttäuschender letzter Platz zu Buche.

### Die letzten Jahre
Für die Saison 2006/2007 kehrte Antonio Tapia zu seiner alten Wirkungsstätte Polideportivo Ejido zurück. Den Abstiegskandidaten führte er zu einem souveränen Mittelfeldplatz. In der Saison 2007/2008 trainierte er den ambitionierten Zweitligisten FC Granada 74 mit dem er vollkommen überraschend in die Segunda División B abstieg, weshalb er entlassen wurde. Da jedoch der bisherige Trainer des FC Málaga, Muniz, zum Erstligisten Racing Santander ging, bekam Antonio Tapia die Möglichkeit seinen Ex-Club Málaga in der ersten Liga zu trainieren, wo er im Sommer 2008 einen Einjahresvertrag mit Option für ein weiteres Jahr unterschrieb.

## Erfolge
- Aufstieg in die Segunda División B mit Polideportivo Ejido 1999/2000
- Aufstieg in die Segunda División mit Polideportivo Ejido 2000/2001
- Aufstieg in die Segunda División mit FC Málaga B 2002/2003